# 1877-es németországi választások
A III. németországi szövetségi választást 1877-ben bonyolították le.

## Végeredmény
| Párt                                                     | Mandátum | Változás* |
| -------------------------------------------------------- | -------- | --------- |
| Nemzeti Liberális Párt (NL)                              | 128      | −27       |
| Német Centrumpárt (Z)                                    | 93       | +2        |
| Német Konzervatív Párt (DKP)                             | 40       | +18       |
| Német Birodalompárt (DRP)                                | 38       | +5        |
| Német Haladás Párt (DFP)                                 | 35       | −14       |
| Elzásziak (A) (Francia és elzászi regionalisták)         | 15       | nincs     |
| Lengyelek (P) (Lengyel regionalisták)                    | 14       | nincs     |
| Liberálisok                                              | 13       | +13       |
| Német Szocialista Munkáspárt (SAP) (korábban ADAV/ASDAP) | 12       | +3        |
| Német-hannoveri Párt (DHP) (Hannoveri regionalisták)     | 4        | nincs     |
| Német Néppárt (DVP)                                      | 4        | +3        |
| Dánok (D) (Dán regionalisták)                            | 1        | nincs     |
| Összesen                                                 | 397      | nincs     |

*Az előző, 1874-es választásokhoz képest